# Massif du Garlaban
 (juillet 2020).
Si vous disposez d'ouvrages ou d'articles de référence ou si vous connaissez des sites web de qualité traitant du thème abordé ici, merci de compléter l'article en donnant les références utiles à sa vérifiabilité et en les liant à la section « Notes et références ».

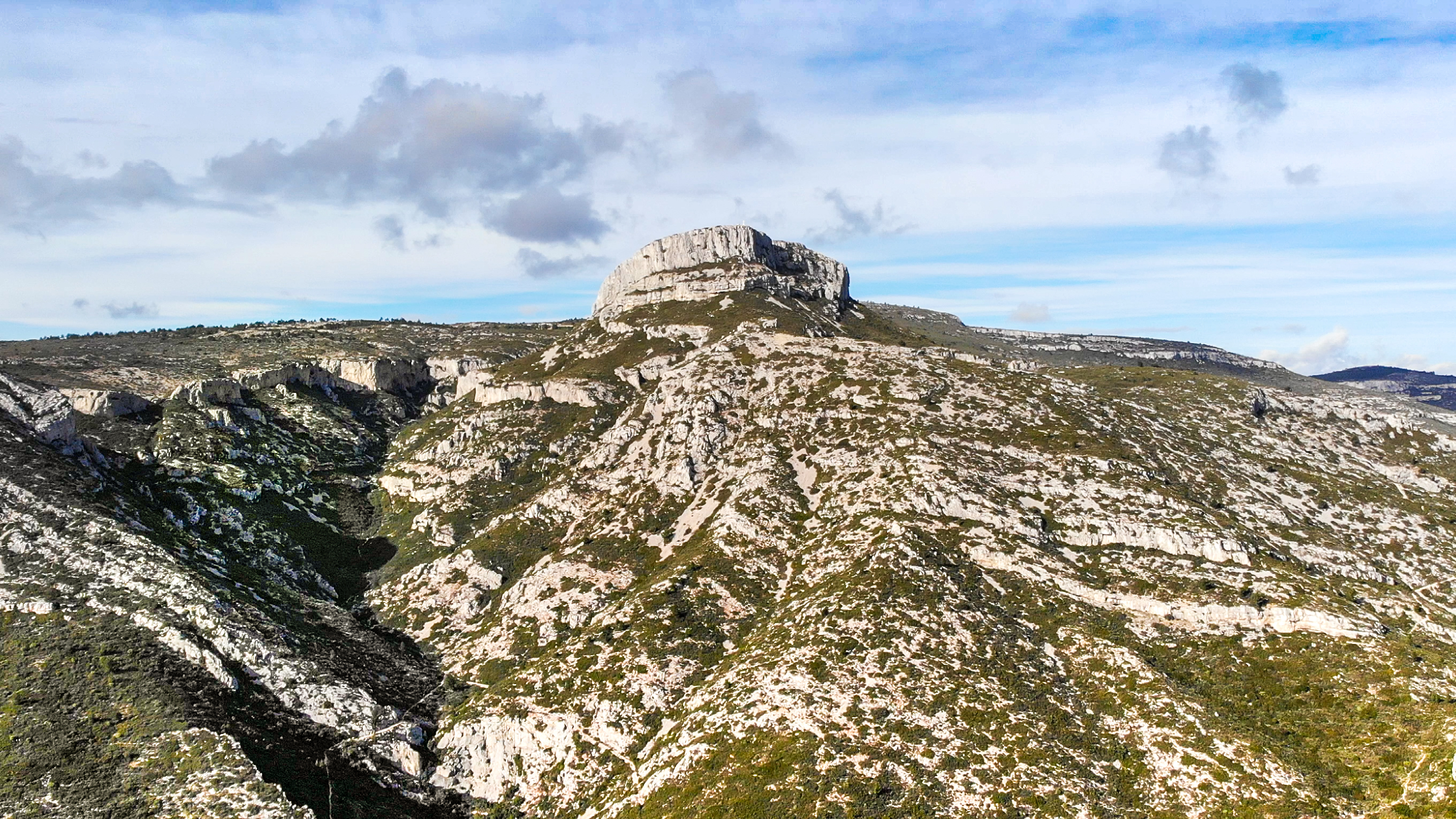
Le sommet du Garlaban

Le massif du Garlaban est un massif calcaire situé en Provence, à l'est de Marseille et datant de la fin du Mésozoïque. Il surplombe la vallée de l'Huveaune et la plaine d'Aubagne dans le département français des Bouches-du-Rhône. Il culmine à 731 mètres mais son plus célèbre sommet, le Garlaban, s'élève à 714 mètres d'altitude.

## Toponymie
Le Dictionnaire topographique de l’arrondissement de Marseille (Jean Anselme B. Mortreuil, 1872) donne les formes anciennes du nom suivantes : Montem magnum Guarnaban vocitatum en 1056, Garnabant en 1207 et enfin Garlaban en 1476. Sur le cadastre de 1824, le mont est orthographié Gardelaban. Sur ce même cadastre, on trouve tout de même un chemin d'Allauch à Garlaban. Sur le cadastre de 1811 (soit 17 ans avant le précédent) de la commune d'Aubagne (section H5, côte 3P345), on lit bien Garlaban (pour la hauteur) et Qr de Garlaban (pour le quartier). La carte d’état-major (1822-1866) écrit bien elle aussi Garlaban et, avant elle, Cassini (feuille 124, Marseille, 1779) écrivait Garlaban pour le mont et ajoutait deux hameaux portant le même nom Garlaban.
La forme Gardelaban de 1824 est une réfection par étymologie populaire d'un nom antérieur mal compris. Cette forme isolée et tardive est prise au pied de la lettre par l'abbé H. Leblanc qui la justifie par deux mots provençaux : gardia « vigie, poste d'observation, lieu de garde » qui renvoie à son utilisation comme poste de surveillance des alentours et comme amer, auquel s'ajoute laban « grotte », dont le massif regorge. Cette pseudo-étymologie est favorisée par la topographie, étant donné la position stratégique du massif, qui surplombe la vallée de l'Huveaune et l'accès par l'est vers Marseille.
Peu après, à la fin du XIXe siècle, dans son dictionnaire français/occitan Lou Tresor dóu Felibrige paru en 1886, le juriste et félibrige Frédéric Mistral (1830-1914) prétend que le nom aurait été utilisé pour la première fois par les navigateurs phéniciens.
Les toponymistes considèrent que Garlaban représente un élargissement en *Gar-n de la racine oronymique pré-indo-européenne *gar, complété par le double suffixe ligure -av-an(u), celui qu’on rencontre par exemple dans le nom du Bois de Garavagne à Gréolières et dans celui du quartier Garavan (ad Garavanum en 1177) de Menton, dans les Alpes-Maritimes, ou encore dans celui de Charnavas (Sénéchal, Gard – formé avec *kar-n). Si la racine *kar « pierre », difficile à distinguer de *gar, semble bien pré-indo-européenne, elle est pourtant à l'origine du proto-celtique karni- qui a donné le vieil irlandais et gallois carn « tas de pierre » et le gaëlique écossais cairn, ce qui fait que la racine de Charnavas serait plutôt celtique (gaulois) ; cf. Charnas (Ardèche), Carniol (Alpes-de-Haute-Provence), Carnolès (Alpes-Maritimes), Carnoules (Var), etc. Le mot du vieux celtique continental est par ailleurs dérivé en carnitu / carnitus qui semble signifier « a / ont érigé une tombe ». Cette racine se retrouve d'ailleurs en germanique sous la forme du vieux norrois hǫrgr « cairn, sanctuaire » et du vieil anglais hearg, hearga « tas de pierres, autel, temple » (avec passage régulier de k- à h- en proto-germanique).
Il est d'usage localement de ne pas utiliser d'article défini pour désigner le sommet. Cet usage se retrouve dans la micro-toponymie du massif : col de Garlaban, ravin de Garlaban.

## Géographie

### Situation, topographie

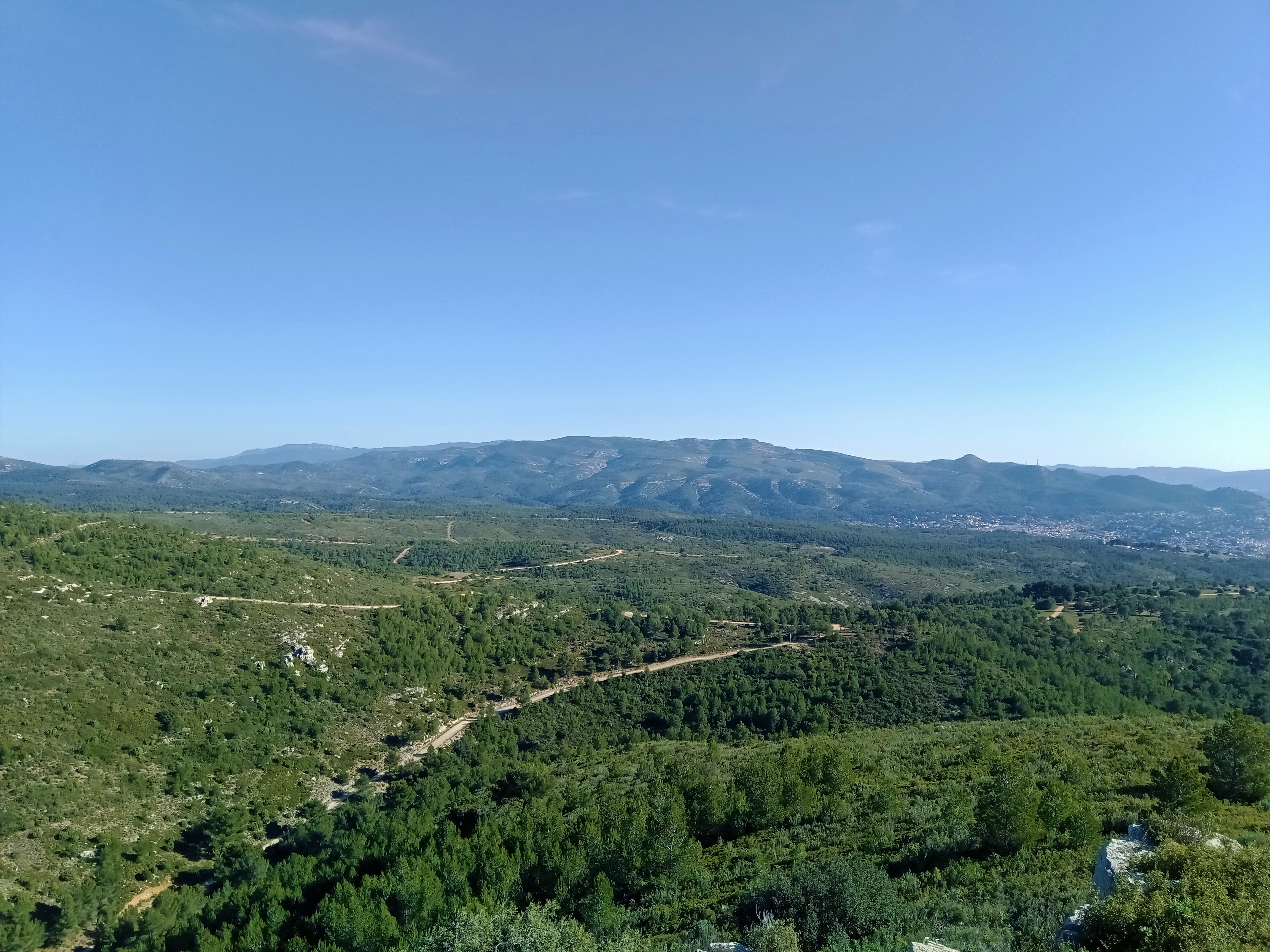
Le massif du Garlaban depuis les barres de Niolong dans le massif de l'Étoile au nord-ouest.

Le massif doit son nom à son plus célèbre sommet, le Garlaban, 714 mètres d'altitude. Cependant, son point culminant est la butte des Pinsots ou plan de l'Aigle, 731 mètres, située derrière le Garlaban et de ce fait moins visible. Sa structure tabulaire entaillée par un ensemble de vallons parfois ravinés (Grand Vallon, ravin de Garlaban, vallons de Passetemps, des Escaouprès, de l'Amandier), est arrêtée parfois abruptement à l'est, ce qui donne une relative uniformité au massif, avec la barre rocheuse du Saint-Esprit parsemée de plusieurs sommets, dont la tête Ronde, le Cante-Perdrix et la tête Rouge, ainsi dénommée à cause de sa forme et sa couleur ocre due à la présence de bauxite, exploitée au XIXe siècle, ou le pic du Taoumé, relief en couronne abritant la grotte du Grosibou des romans La Gloire de mon père et Le Château de ma mère de Marcel Pagnol.
Le Garlaban lui-même est largement visible depuis le Sud-Est du département des Bouches-du-Rhône : de Marseille à toute la vallée de l'Huveaune, au sud, de l'autoroute de Toulon à celle d'Aix-en-Provence, le rocher s'impose au regard.
Il est bordé à l'ouest par le massif de l'Étoile.

### Géologie
Sa formation est attribuée à des plissements de terrain datant du Crétacé supérieur. 

### Écosystèmes
Le massif du Garlaban est couvert de garrigues, pinèdes et forêts méditerranéenes dont les essences sont propices aux incendies dont ceux de 1918, 1942, 1979 (plus de 3 000 hectares), 1983 (plus de 1 500 hectares), 1997 (le grand feu de Marseille a ravagé plus de 3 000 hectares de forêt dont une partie dans le Garlaban). Son altitude modeste ne permet pas le développement d'étages de végétation typés.
Quatre espèces dominent : le pin d'Alep, majoritaire, le pin sylvestre, le chêne vert et le chêne pubescent ou chêne blanc. La garrigue est composée de cade, romarin, thym, Chêne kermès, Immortelle d'Italie, etc.

## Histoire
Des fouilles dans les grottes des massifs de Garlaban et de l'Étoile ont révélé une occupation humaine notamment dans la baume Sourne, au vallon et aven de Gages, sur le territoire d'Allauch) et à la Montade, sur le territoire de Plan-de-Cuques, dès le Néolithique supérieur. Ce dernier lieu-dit, a donné son nom à une période préhistorique : le Montadien, car il a livré un crâne datant de 4 000 ans portant les marques d'une trépanation exceptionnellement importante et en partie cicatrisé, ce qui témoigne de la réussite de l'opération.

## Arts et littérature
En 1982, le massif, longtemps après avoir inspiré Marcel Pagnol, a été le point de départ et de ralliement d'un groupe de poètes et d'artistes qui a pris pour nom Les Cahiers de Garlaban. Un de ses animateurs, Jean-Luc Pouliquen, en a fait le cadre de son récit Un Griot en Provence, publié par L'Harmattan en 2012.